# NoViolet Bulawayo
Elizabeth Zandile Tshele, conosciuta con il "nom de plume" di NoViolet Bulawayo (Tsholotsho, 12 ottobre 1981), è una scrittrice zimbabwese.

## Biografia
Nata Elizabeth Zandile Tshele nel 1981 nel distretto di Tsholotsho, da ragazza ha scelto lo pseudonimo di 
"NoViolet Bulawayo" in onore della madre Violet morta quando aveva appena 18 mesi ("No" significa "Con" in dialetto africano del sud) e per sottolineare le sue origini ("Bulawayo" è infatti la città dov'è cresciuta)
Dopo gli studi al Njube High School e al Mzilikazi High School, si è trasferita nel Michigan a 18 anni e ha conseguito un B.A. al Texas A&M University–Commerce e un Master alla Southern Methodist University, completando la sua educazione con un  Master of Fine Arts in scrittura creativa alla Cornell University.
Nel 2011 è stata insignita del Premio Caine grazie al racconto Hitting Budapest pubblicato sul numero di Novembre/Dicembre 2010 del Boston Review che diventerà il primo capitolo del suo esordio letterario, il pluripremiato C'è bisogno di nuovi nomi, romanzo di formazione in parte autobiografico ambientato nella baraccopoli di Paradise e successivamente a Detroit.

## Opere principali

### Romanzi
- C'è bisogno di nuovi nomi (We Need New Names, 2013), Milano, Bompiani, 2014 traduzione di Elena Malanga ISBN 978-88-452-7704-7.

## Premi e riconoscimenti
- Truman Capote Fellowship: 2010[9]
- Premio Caine: 2011 vincitrice con Hitting Budapest[10]
- National Book Award's "5 Under 35": 2013[11]
- Stegner Fellowship: 2012-2014[12]
- Booker Prize: 2013 nella shortlist con C'è bisogno di nuovi nomi[13]
- Etisalat Prize for Literature: 2013 vincitrice con C'è bisogno di nuovi nomi[14]
- Premio PEN/Hemingway: 2014 vincitrice con C'è bisogno di nuovi nomi[15]
- Betty Trask Award: 2014 vincitrice con C'è bisogno di nuovi nomi[16]